# Аеродром Марса Матрух
Међународни Аеродром Марса Матрух (арап. مرسى مطروح الدولي) је међународни аеродром египатског туристичког одредишта Марса Матрух, смештен 5 km јужно од града. Аеродром је важна вазудшна лука за туристичка места на средоземној обали Египта. Промет туриста је махом везан за туризам, па преовлађују сезонске линије и чартери.